# Notacanthomysis laticauda
Notacanthomysis laticauda är en kräftdjursart som först beskrevs av Liu och Wang 1980.  Notacanthomysis laticauda ingår i släktet Notacanthomysis och familjen Mysidae. Inga underarter finns listade i Catalogue of Life.